# Pedro Medeiros
Roberto Pedro Medeiros (São João do Cariri, 24 de dezembro de 1946) é um político brasileiro que exerceu 4 mandatos como deputado estadual da Paraíba (um entre 1987 e 1990 e outros 3 entre 1995 e 2007.

## Carreira política
Sua primeira eleição foi em 1972, quando foi candidato a vice-prefeito na chapa de Nivaldo Maracajá na sublegenda 2 da ARENA, perdendo por 493 votos.
Ficou sem disputar cargos eletivos por 14 anos, voltando em 1986 para concorrer a uma vaga na Assembleia Legislativa pelo PDS. Obteve 10.820 votos, ficando em 30º lugar entre os deputados estaduais eleitos. Não conseguiu a reeleição em 1990, embora tivesse conquistado 10.583 votos, ficando apenas como primeiro suplente da coligação formada pelo PDS e pelo PRN (atual PTC).
Em 1994, já filiado ao PMDB, Pedro Medeiros volta à Assembleia Legislativa após obter 13.244 votos, sendo o 24º deputado estadual mais votado, sendo reeleito em 1998 (19.339 votos) e 2002 (20.248). Na eleição de 2006, pelo PSDB, não consegue se reeleger apesar de novamente obter votação expressiva (20.288 sufrágios), e em 2010 não repete o bom desempenho dos anos anteriores, recebendo 11.057 votos.
Em março de 2011, Pedro Medeiros foi internado após um acidente vascular cerebral enquanto conversava com parentes e amigos, chegando a ter um lado de seu corpo paralisado. Ele ainda chegou a sofrer outro AVC, mas conseguiu se recuperar e manifestou interesse em voltar à ALPB, porém não disputou a eleição de 2014.
Chegou a dizer que não disputaria outra eleição, mas voltou atrás e chegou a pensar em disputar a prefeitura de São João do Cariri em 2016, mas sua candidatura não saiu do papel, tendo apoiado seu filho, Beto Medeiros, que se reelegeria para um novo mandato no Executivo municipal.
Voltou ao MDB em 2018 para concorrer novamente a uma vaga na Assembleia Legislativa, tendo recebido apenas 1.327 votos.